# كشت وصنعت (مقاطعة اشتهارد)
كشت وصنعت (بالإنجليزية: Morghdari-ye Kasht va Sanat Doab)‏ هي مستوطنة تقع في قسم بلنغ آباد الريفي (مقاطعة اشتهارد) في إيران. يقدر عدد سكانها بـ 15 نسمة .